# Peschetius carinipennis
Peschetius carinipennis är en skalbaggsart som först beskrevs av Régimbart 1895.  Peschetius carinipennis ingår i släktet Peschetius och familjen dykare. Inga underarter finns listade i Catalogue of Life.

## Bildgalleri

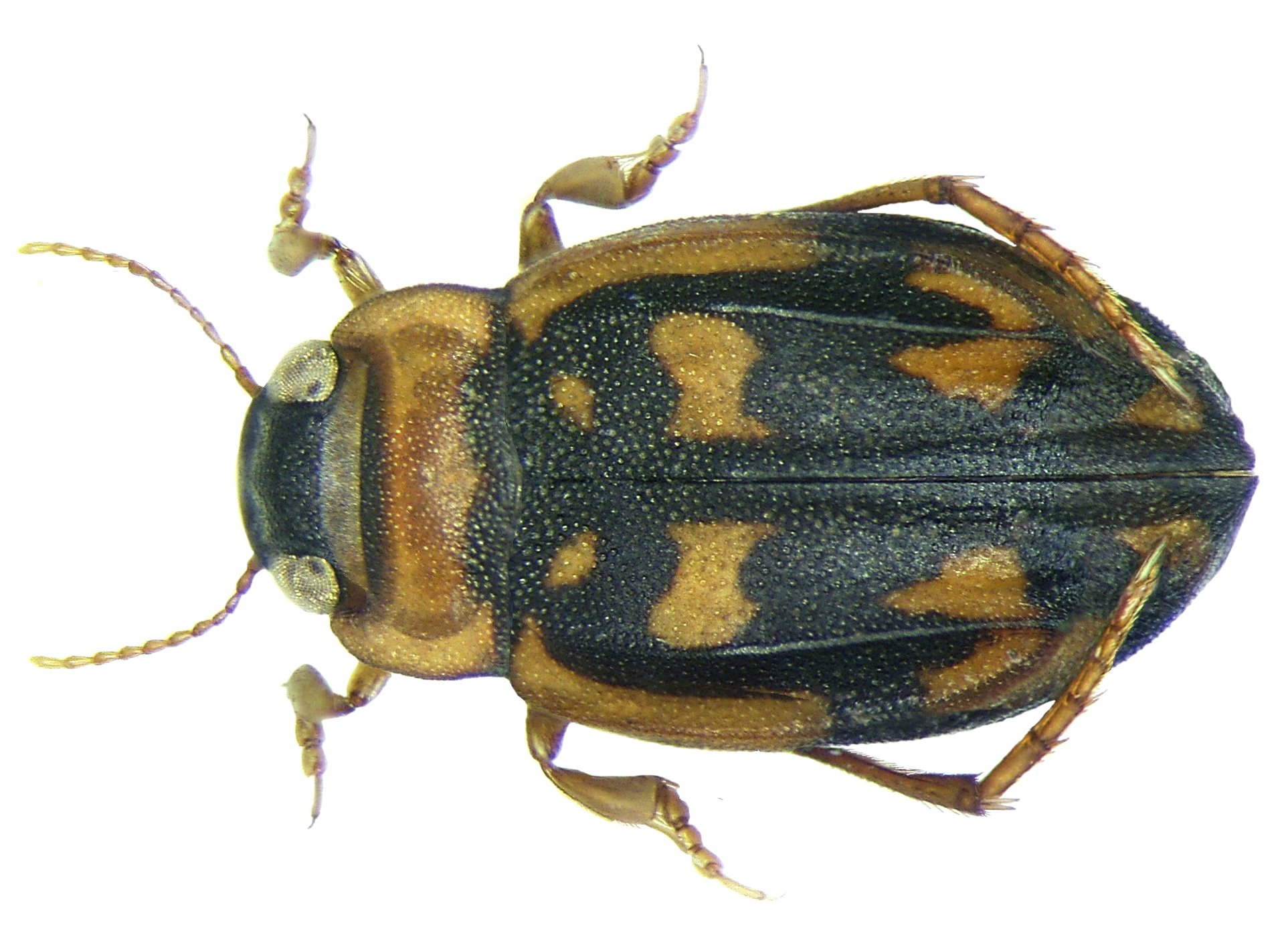